# Préneron
Préneron (gaskognisch Preneron) ist eine französische Gemeinde mit 119 Einwohnern (Stand 1. Januar 2022) im Département Gers in der Region Okzitanien (bis 2015 Midi-Pyrénées); sie gehört zum Arrondissement Auch und zum Gemeindeverband Artagnan de Fezensac. Die Bewohner nennen sich Préneronais/Préneronaises.

## Geografie
Préneron liegt rund 26 Kilometer nordwestlich von Auch im Zentrum des Départements Gers. Die Guiroue bildet streckenweise die östliche Gemeindegrenze. Zudem durchquert die Auzoue (hier noch Lauzoue genannt) die Gemeinde in nördlicher Richtung. Die Gemeinde besteht aus zahlreichen Streusiedlungen und Einzelgehöften. Nachbargemeinden sind Castillon-Debats im Westen und Norden, Vic-Fezensac im Nordosten, Roquebrune im Osten und Süden sowie Belmont im Süden und Südwesten.

## Geschichte
Im Mittelalter lag Préneron in der Grafschaft Vic-Fezensac innerhalb der Region Armagnac in der historischen Landschaft Gascogne und teilte deren Schicksal. Préneron gehörte von 1793 bis 1801 zum District Auch. Seit 1801 ist Préneron dem Arrondissement Auch zugeteilt und gehörte von 1793 bis 2015 zum Wahlkreis (Kanton) Vic-Fezensac (ursprünglich Kanton Vic-sur-Losse genannt).

### Bevölkerungsentwicklung
Die Einwohnerentwicklung ist typisch für eine französische Landgemeinde. Normal sind die Entwicklungen zwischen 1793 und 1831 mit einem starken Wachstum und die folgende starke Landflucht von 1876 bis zum Beginn des Ersten Weltkriegs. Vom Ende des Ersten Weltkriegs bis 1954 kam es zu keinen bedeutenden Änderungen bei der Anzahl Bewohner. Seit 1982 hat sich die Bevölkerungszahl stabilisiert.
| Jahr                       | 1962 | 1968 | 1975 | 1982 | 1990 | 1999 | 2006 | 2011 | 2020 |
| Einwohner                  | 143  | 105  | 113  | 137  | 132  | 142  | 142  | 145  | 121  |
| Quellen: Cassini und INSEE |      |      |      |      |      |      |      |      |      |

## Sehenswürdigkeiten
- Kirche Saint-André
- Statue der Jungfrau Maria
- Denkmal für die Gefallenen[1]

## Verkehr
Die Gemeinde liegt nicht an überregionalen Verkehrswegen und hat keine Schienen- oder Busverbindungen. Wichtige regionale Verkehrswege sind die D1 (nach Norden und Süden) und die RD35 im Osten der Gemeinde. Die wichtigste überregionale Verkehrsverbindung ist die N124 mit einem Anschluss in Vic-Fezensac.